# De koning drinkt (stripalbum)
De koning drinkt is het zesde stripverhaal uit de reeks van Suske en Wiske. Het is geschreven en getekend door Willy Vandersteen. Het werd van 1 juli 1947 tot en met 7 november 1947 tegelijk gepubliceerd in De Standaard en De Nieuwe Gids. 
De eerste albumuitgave, destijds in de Vlaamse ongekleurde reeks, was in 1949. Het verhaal kreeg toen nummer 4 (omdat het als eerste werd uitgegeven na De sprietatoom). In 1970 kwam een geheel hertekende versie uit in de Vierkleurenreeks, hier met albumnummer 105. In 1993 is de oorspronkelijke versie van het verhaal nog eens uitgebracht in Suske en Wiske Klassiek.

## Locaties
- België, kermis, het rijk der Kannekijkers en het rijk der Droge Levers (achter het drakenland)

## Personages
- Suske, Wiske met Schanulleke, tante Sidonia, een voorouder van tante Sidonia met dezelfde naam, koning Poefke en de Kannekijkers, Sigisbald (dokter), Willibrordus (wacht), koning Cactus en de Droge Levers

## Het verhaal
Als tante Sidonia samen met Suske en Wiske op de kermis is, ziet ze ergens een spiegel staan. De eigenaar zegt dat hij deze spiegel ooit kreeg van een waarzegger die zelf gek is geworden. Tante Sidonia koopt de spiegel over. In de spiegel vindt ze een briefje. Er staat dat wie drie keer over de spiegel wrijft, zijn eigen verleden zal zien herleven. 
De vrienden zien na het wrijven een voorouder van tante Sidonia, die 600 jaar geleden leefde maar er precies hetzelfde uitziet. Ze is bezig kruiden te plukken. Als de middeleeuwse Sidonia vervolgens door een  soldaat wordt belaagd, besluiten Suske en Wiske om haar te hulp te schieten door zelf via de spiegel naar het verleden te reizen. 
De twee kinderen maken kennis met tante Sidonia's voorouder. Ze vertelt dat ze hofleverancier van planten en kruiden is voor de koning van het land, Poefke. Dit is een goede koning, omdat hij nooit uit zichzelf oorlog voert. Daarnaast heeft Poefke de heel opmerkelijke gewoonte om veel in rijmvorm te zeggen. Hij is nu echter heel ziek en ligt op sterven. Niemand weet wat hem mankeert. 
Suske en Wiske worden door Sidonia naar Poefkes kasteel gebracht. Wiske ontdekt dat de stervende koning een droge lever heeft. Ze besluit zelf Export te brouwen als ze erachter komt dat dit niet in het land aanwezig is. Poefke geneest meteen dankzij dit bier. Hij wil nu ook dat al zijn onderdanen ditzelfde bier gaan drinken, waarop er een speciale bierwet wordt afgekondigd. Poefke besluit dat zijn volk in het vervolg de Kannekijkers heet. Hij jaagt zijn vroegere dokter Sigisbald weg als hij ziet dat die het volk opruit. Sigisbald wordt ontslagen en zint hierna op wraak.
Als Suske en Wiske samen met Poefke en diens mannen in het bos op jacht gaan, komen ze de beruchte tweekoppige draak tegen. Wiske weet het monster uit te schakelen en keert tot ieders verbazing levend terug in het kasteel. 
Poefke wil nu handel in bier gaan drijven met zijn buurland, het rijk der Droge Levers. De koning van dit land is de gierige, hebzuchtige en wrede koning Cactus. De vrienden zijn bereid om de vaatjes te brengen. Op weg door het woud worden ze door allerlei vreemde wezens aangevallen, maar uiteindelijk komen ze toch heelhuids bij de burcht van koning Cactus. Daar komen met hun plan om het bier te exporteren, maar Cactus weigert ervoor te gaan betalen. Hij sluit de vrienden in plaats daarvan op en eist dat ze het recept voor het bier aan hem bekendmaken. Als chantagemiddel dreigt hij Schanulleke kapot te maken. De vrienden weten te ontsnappen en hangen een brief op, waarin het volk van Cactus wordt uitgenodigd om bij de Kannekijkers op bezoek te komen. 
Bij de Kannekijkers is het intussen feest. Koning Cactus breekt uit een ton waarin hij was opgesloten en verzint een nieuwe list. Enige tijd later worden Suske en Wiske gevangengenomen door iemand die zich uitgeeft voor tante Sidonia, en het bierrecept opeist. Koning Poefke en de echte tante Sidonia redden de kinderen net op tijd van de vermomde koning Cactus. Cactus wordt gebonden meegevoerd, maar weet onderweg weer te ontsnappen. 
Nu de "kleine middelen" gefaald hebben, begint koning Cactus de bieroorlog. Hij wilde deze oorlog eerder niet, puur vanwege zijn redenatie "iedere man die op het slagveld valt is een belastingbetaler minder". Omdat er nu geen gevaren meer zijn in het woud, kan hij het buurland makkelijker binnenvallen. 
Het leger bereidt zich voor op de strijd, want koning Cactus belegert het kasteel met pijlen en stormrammen. Wiske wordt met een katapult weggeschoten en belandt in een aanvalstoren. Suske komt met een leger op tijd om haar te redden en het leger van koning Cactus kan het kasteel nog niet innemen. Maar ’s nachts komen mannen met parachutes in het kasteel en de vrienden moeten naar de hoofdtoren vluchten. De dappere koning gaat naar buiten om bij zijn volk te zijn, maar wordt dan gevangengenomen en belandt op het schavot. 
Intussen heeft tante Sidonia heimelijk de gevonden drakeneieren uitgebroed en de twee draken die uit de eieren kwamen bier laten drinken. Als de draken in plaats daarvan water krijgen, worden ze nuchter en daardoor alsnog gevaarlijk. De vrienden redden koning Poefke, die daarop koning Cactus uitdaagt voor een duel. Tijdens het gevecht wordt er per ongeluk een groot vat bier opengestoken. Koning Cactus raakt, dankzij de grote hoeveelheden bier die hij in één keer binnenkrijgt, voorgoed zijn slechte karakter kwijt. Poefke en Cactus besluiten hierna om de strijdbijl voor eens en voor altijd te begraven. 
De Droge Levers specialiseren zich voortaan in het maken van houten tonnen en de twee nu bevriende volkeren exporteren hun bier naar andere landen. Koning Poefke vraagt intussen tante Sidonia ten huwelijk. Er volgt een feest, maar Suske en Wiske zonderen zich af en verlangen naar huis. 
Ondertussen heeft de tante Sidonia in het heden de gebroken spiegel weer gelijmd. Als ze er weer driemaal over wrijft komen Suske, Wiske en Schanulleke terug. Ze vertellen tante dat haar over-over-overgrootmoeder, dankzij haar huwelijk met koning Poefke, koningin der Kannekijkers was. Dit betekent dat de 20e-eeuwse Sidonia zelf van adel is. Ze past daarop haar naambordje op de voordeur aan, conform de adellijke schrijfwijze.

## Achtergronden en verwijzingen

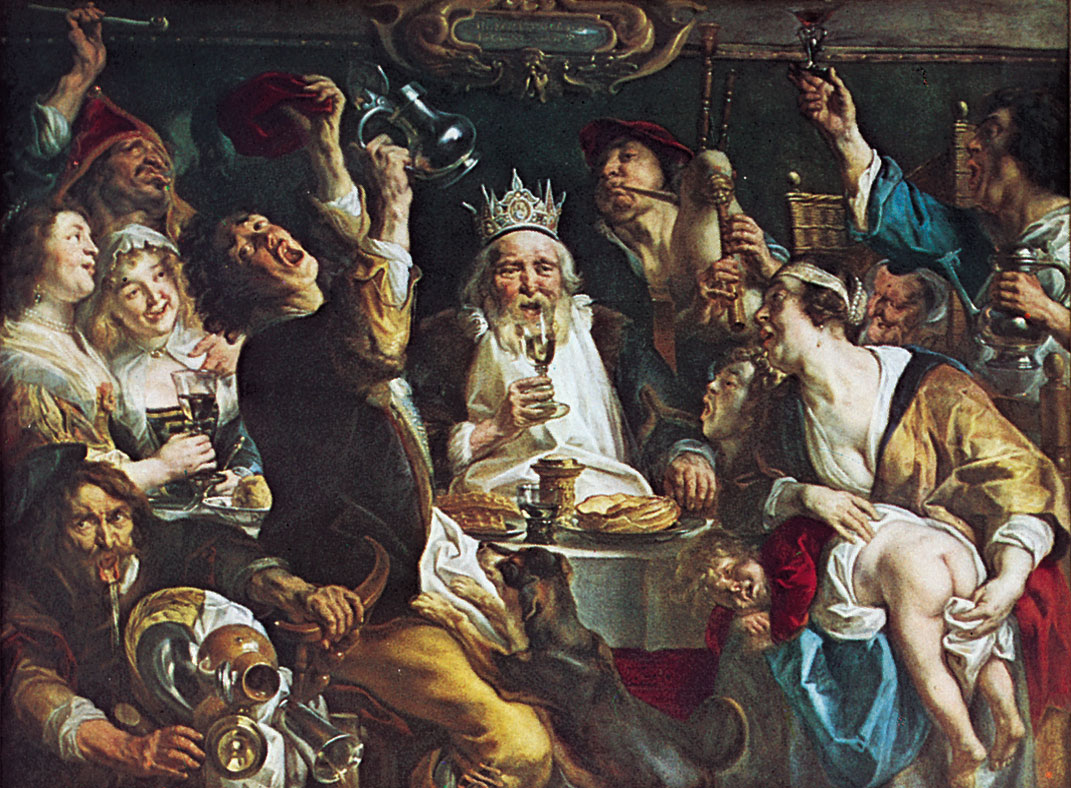
De koning drinkt van Jacob Jordaens, het schilderij waaruit Vandersteen wellicht inspiratie putte

- Het verhaal verwijst naar de in België op dat moment actuele Koningskwestie. Koning Poefke merkt op: "Wat kan onze weerstand hier nog baten, 'k geloof dat ik er beter aan gedaan had mijn volk niet alleen te laten." Wiske merkt vervolgens in de originele versie op: "Dat is maar een gedacht, Poefke! Begin dan maar al met een villa in Zwitserland te huren." Dit is een verwijzing naar koning Leopold III van België die toen in een Zwitserse villa verbleef, in afwachting dat hij terug kon keren naar zijn land.[1] Voordien had Wiske ook al gezegd: "Ja maar, zeg, Poefke! Het niet afstappen en de grote jan komen uithangen als de oorlog voorbij is, he?" De Belgische regering (onder Hubert Pierlot) werd verweten dat ze tijdens de Tweede Wereldoorlog naar Engeland was uitgeweken, in plaats van bij het volk te blijven, zoals koning Poefke in het verhaal wel doet.[2]
- De inname van het kasteel van koning Poefke door luchtlandingstroepen verwijst dan weer duidelijk naar de Duitse intocht in 1940, toen het Fort Eben-Emael op deze wijze werd overrompeld. Parachutes werden pas in de Eerste Wereldoorlog uitgebreid gebruikt. Wel werd er in de 18e eeuw al mee geëxperimenteerd.
- Dit verhaal verscheen gelijktijdig in de concurrerende kranten De Standaard en De Nieuwe Gids. Hierna verwierf De Standaard de exclusiviteit. Het verhaal eindigde abrupt, om De Nieuwe Gids in de kou te zetten. De twee stroken met de epiloog zijn later toegevoegd.[3]
- In de eerste paar S&W-verhalen die Vandersteen schreef, was hij nog aan het experimenteren met de hoofdrolspelers. Hij wist duidelijk nog niet wie er naast Suske en Wiske de belangrijkste hoofdrollen moesten vervullen. In Op het eiland Amoras zijn dat tante Sidonia en professor Barabas. In De sprietatoom wordt aan dit viertal Lambik toegevoegd. In De vliegende aap is professor Barabas verdwenen, maar verschijnt wel Arthur, de broer van Lambik. In De zwarte madam heeft het viertal Suske, Wiske, Sidonia en Lambik weer de hoofdrol, maar in De koning drinkt komt Lambik totaal niet voor. In het hieropvolgende verhaal Prinses Zagemeel doet Lambik wel mee, terwijl Sidonia hier weer nergens te bekennen is.
- Vandersteen liet zich voor dit verhaal naar alle waarschijnlijkheid inspireren door het schilderij De Koning Drinkt van Jacob Jordaens. Op dit schilderij ziet men een koning met zijn volk vreedzaam samenzijn als gelijken. De schilder Jordaens speelt zelf mee in het latere verhaal De raap van Rubens, waar Lambik hem samen met Antoon van Dyck en David Teniers, ontmoet in het atelier van Peter Paul Rubens.
- Ook in sommige andere verhalen, zoals De stierentemmer en De tuf-tuf-club,  blijkt Sidonia van adel te zijn.
- Hoewel alcohol uitermate slecht voor de gezondheid en met name de lever is wordt het in dit verhaal anders gepresenteerd: alcohol is goed voor de gezondheid en wie niet drinkt kan door het alcoholgebrek de fictieve ziekte ´droge lever´ oplopen, die dodelijk kan zijn. Bovendien verbetert bier het humeur en karakter, en verbroedert dronkenschap. De chagrijnige koning Cactus en zijn volk worden daarom de Droge Levers genoemd, en Cactus sluit pas vrede als hij met Poefke in een lading bier belandt waardoor beiden dronken worden en zich verbroederen.